# Qabqa
Qabqa (kinesiska: 恰卜恰, 共和县) är en häradshuvudort i Kina. Den ligger i provinsen Qinghai, i den nordvästra delen av landet, omkring 110 kilometer väster om provinshuvudstaden Xining. Antalet invånare är 122 966. Befolkningen består av 60 291 kvinnor och 62 675 män. Barn under 15 år utgör 22,0 %, vuxna 15-64 år 72 %, och äldre över 65 år 4,0 %.
Runt Qabqa är det mycket glesbefolkat, med 7 invånare per kvadratkilometer. Qabqa är det största samhället i trakten. Trakten runt Qabqa består i huvudsak av gräsmarker.
Genomsnittlig årsnederbörd är 410 millimeter. Den regnigaste månaden är juli, med i genomsnitt 100 mm nederbörd, och den torraste är januari, med 3 mm nederbörd.